# Rhonda (Vorname)
Rhonda ist ein weiblicher Vorname.

## Herkunft und Bedeutung
Die Etymologie des Namens Rhonda ist nicht endgültig geklärt.
Eine Herleitung sieht den Namen als Kombination der Namen Rhoda und Rhona.
Möglicherweise besteht auch eine Verbindung zum walisischen Ortsnamen Rhondda. Dieser Name geht entweder auf das walisische rhoddni „laut“ oder auf das irische rádim „ich rede“ zurück.
Des Weiteren kann es sich beim Namen um eine Variante des walisischen Namens Rhonwen handeln, der entweder eine Variante von Rowena darstellt, oder sich aus den walisischen Elementen rhôn „Lanze“ oder „Pferdehaar“ und gwen „weiß“ zusammensetzt.

## Verbreitung
In den USA war der Name Rhonda vor allem in den 1960er Jahren verbreitet. Als höchste Platzierung erreichte er im Jahr 1965 Rang 37 der Hitliste. Von 1952 bis 1975 gehörte der Name zu den 100 beliebtesten Mädchennamen in den Vereinigten Staaten. Heute wird der Name nur noch sehr selten gewählt. Ein ähnliches Bild zeigt sich in Kanada, wo der Name jedoch seltener vergeben wurde als in den USA.

## Varianten
Eine Variante des Namens ist Ronda.

## Namensträgerinnen
- Rhonda Aldrich (* vor 1983), US-amerikanische Schauspielerin und Synchronsprecherin
- Rhonda Byrne (* 1951), australische Drehbuchautorin und Produzentin
- Rhonda Cator (* 1966), australische Badmintonspielerin
- Rhonda Fleming (1923–2020), US-amerikanische Schauspielerin
- Rhonda Heath (* ≈1955), US-amerikanische Sängerin
- Rhonda Hughes (* 1947), US-amerikanische Mathematikerin und Hochschullehrerin
- Rhonda Jones (* 1979), schottische Fußballspielerin
- Rhonda Bell Martin (1908–1957), US-amerikanische Serienmörderin
- Rhonda Shear (* 1954), US-amerikanische Schauspielerin und Moderatorin
- Rhonda Roland Shearer (* 1954), US-amerikanische Bildhauerin
- Rhonda Thorne (* 1958), australische Squashspielerin
- Rhonda Vincent (* 1962), US-amerikanische Country- & Bluegrass-Musikerin